# Desire (álbum de French Affair)
Desire es el álbum debut de la banda franco-alemana French Affair, publicado el 8 de mayo del 2000 a través de RCA Records y BMG. del álbum se extrajeron los sencillos «My Heart Goes Boom (La Di Da Da)», «Do What You Like», «Poison» y «I Want Your Love». el álbum también contiene 2 remixes los primeros 2 sencillos y un cover eurodance de la canción These Boots Are Made for Walkin' (titulado 'My Boots Are Made For Walking') de la cantante Nancy Sinatra.

## Lista de canciones
- Via Apple[3]

| N.º | Título                                | Duración |  |
| 1.  | «My Heart Goes Boom»                  | 3:40     |  |
| 2.  | «I Want Your Love»                    | 3:58     |  |
| 3.  | «Desire»                              | 4:01     |  |
| 4.  | «Poison»                              | 3:18     |  |
| 5.  | «I Can't Say Goodbye»                 | 3:19     |  |
| 6.  | «Do What You Like»                    | 3:52     |  |
| 7.  | «My Boots Are Made For Walking»       | 2:50     |  |
| 8.  | «If You Give Me Credit»               | 3:15     |  |
| 9.  | «Je Ne Sais Pas Pourquoi»             | 3:57     |  |
| 10. | «Take My Love Mon Amour»              | 4:45     |  |
| 11. | «Do What You Like (I Like House RMX)» | 7:03     |  |
| 12. | «My Heart Goes Boom» (K's House RMX)» | 6:05     |  |